# Андрієвський Степан Семенович
Степа́н Семе́нович Андріє́вський (Прокопович)  (1760, с. Салтикова Дівиця, тепер Чернігівської обл — 19 грудня 1818, м. Астрахань, тепер Російська Федерація) — лікар часів Російської імперії українського походження, науковець, державний діяч. Вперше в Російській імперії описав інфекційну хворобу сибірку, ввів термін «сибирская язва», який є визнаним лише в Росії, тоді як в світі хворобу називають «антракс». Був організатором i реформатором медичної справи в Росії. 

## Життєпис
Народився в родині священика Семена Прокоповича. Уже в дитинстві перейшов на прізвище матері. У 1770-х pp. навчався у Києво-Могилянській академії. У 1778 р. вступив до Кронштадтської госпітальної школи, а потім перейшов до Санкт-Петербурзької сухопутної госпітальної школи, яку закінчив у 1780 р. у званні підлікаря.
З 1781 р. служив у Чернігівському легкокінному полку. У 1783 р. склав лікарський іспит i залишився прозектором при кафедрі професора М. Тереховського в Санкт-Петербурзькому медично-хірургічному училищі. Через хворобу виїхав до Чернігова, де працював лікарем. Склав один із перших в Україні медико-топографічних описів — «Обсервация (медико-топографические наблюдения) в Черниговской губернии» (1783). Повернувшись у 1786 р. до Санкт-Петербурга, недовго працював у Генеральному сухопутному госпіталі.
За дорученням Сенату вивчав спалах невідомої хвороби в Челябінському повіті Єкатеринбурзької провінції Уфимського намісництва, назвав захворювання «сибірською виразкою», у 1788 році довів її зоонозну інфекційну природу, встановив тотожність хвороби у тварин і людей, можливість її передачі від хворої тварини до людини, провівши на собі героїчний експеримент самозараження цією небезпечною хворобою.
3 1789 р. працював лікарем і викладачем анатомії, хірургії й «зовнішніх хвороб» Санкт-Петербурзької сухопутної госпітальної школи. Опублікував низку наукових праць: «О раке», «О костных опухолях», «О глистах», «О нагноении костей черепа», «О происхождении заразительной болезни» тощо.
У 1792 р. одержав призначення до Державної медичної колегії. До 1799 р. був першим i єдиним її постійним штатним членом. За цей час зробив вагомий внесок в управління медичною справою: склав «Инструкцию физикату» (1793). Разом з Ніконом Карпінським розробив положення «Об устройстве врачебных управ», перші нормативні документи губернських медичних закладів — «Об устройстве больниц по губерниям» i «О штате и содержании больницы на 50 кроватей» (обидві — 1797), проект реорганізації Державної медичної колегії (1799), інструкції з санітарно-гігієнічного нагляду; вжив заходів для впорядкування роботи медичних ботанічних городів, у результаті чого в Росії почали виробляти ліки з власних лікарських рослин .
Активний учасник реформи вищої медичної освіти в Росії. На підставі власного досвіду та праць науковців-медиків, вихідців з України — М. Тереховського, Нікона Карпинського, О. Шумлянського, Н. Амбодика-Максимовича, Д. Самойловича, О. Масловського — підготував разом з Я. Саполовичем «Предварительное постановление о должностях учащих и учащихся» (1795), яке лягло в основу першого положення про медично-хірургічні академії, створення яких ініціював Андрієвський.
Здійснював нагляд за будівництвом та обладнанням Санкт-Петербурзької медично-хірургічної академії, був її першим директором (1804—1808). Степан Андрієвський один із ініціаторів ідеї створення медико-хірургічної академії в Києві, де у 1802 р. було засновано медичний клас.
У 1808 році С. С. Андрієвському було присвоєно чин дійсного статського радника, після чого настала служба в Міністерстві фінансів, потім обіймав посади віце-губернаторів Гродненської та Київської губерній.
Протягом останніх семи років життя обіймав посаду астраханського цивільного губернатора. Багато уваги приділяв благоустрою міста, його санітарному стану, боротьбі з інфекційними хворобами, охороні здоров'я дітей.
Помер Андрієвський 19 грудня 1818 р. Похований в м. Астрахані.

## Нагороди
- 22 вересня 1795 нагороджений Орденом Святого Володимира 3-го ступеня.
- 2 березня 1806 року був нагороджений Орденом Святої Анни 2-го ступеня.